# Ardwick Association Football Club 1890-1891
Questa pagina raccoglie i dati riguardanti l'Ardwick Association Football Club nelle competizioni ufficiali della stagione 1890-1891.

## Stagione
La stagione 1890-91 è stata la prima nella quale l'Ardwick A.F.C. ha partecipato ad una competizione calcistica nazionale, dopo aver trascorso i primi anni della sua esistenza giocando solo alcune amichevoli contro squadre locali oltre alla recente partecipazione alla Manchester Cup.
La squadra ha iniziato il suo cammino in FA Cup nell'ottobre 1890 vincendo largamente la prima partita contro il Liverpool Stanley, ma è stata eliminata dal torneo prima della gara successiva in programma contro l'Halliwell.

## Maglie
| Manica sinistra · Maglietta · Maglietta · Manica destra · Pantaloncini · Calzettoni |
|                                                                                     |

## Rosa
| N. |                           | Ruolo | Calciatore      |
| -- | ------------------------- | ----- | --------------- |
|    | Scozia (bandiera)         | P     | William Douglas |
|    | Inghilterra (bandiera)    | A     | David Weir      |
|    | non conosciuta (bandiera) |       | Campbell        |
|    | non conosciuta (bandiera) |       | Haydock         |
|    | non conosciuta (bandiera) |       | Hodgetts        |
|    | non conosciuta (bandiera) |       | McWhinnie       |

| N. |                           | Ruolo | Calciatore    |  |
| -- | ------------------------- | ----- | ------------- |  |
|    | non conosciuta (bandiera) |       | John Milne    |  |
|    | non conosciuta (bandiera) |       | David Robson  |  |
|    | non conosciuta (bandiera) |       | Rushton       |  |
|    | non conosciuta (bandiera) |       | Simon         |  |
|    | non conosciuta (bandiera) |       | Danny Whittle |  |

## Risultati

### FA Cup

#### Primo turno di qualificazione
| Manchester 4 ottobre 1890                                                                      | Ardwick   | 12 – 0 | Liverpool Stanley | Hyde Road (4.000 spett.) |
| \| \| \| \| \| Weir , , McWhinnie , Hodgetts , Campbell , Rushton , Whittle \| Marcatori \| \| |           |        |                   |                          |
|                                                                                                |           |        |                   |                          |
| Weir , McWhinnie , Hodgetts , Campbell , Rushton , Whittle                                     | Marcatori |        |                   |                          |

#### Secondo turno di qualificazione
| Manchester 22 ottobre 1890 | Ardwick | – | Halliwell |  |